# Эрадзе, Роланд
Ро́ланд Ва́люр Эра́дзе (исл. Roland Valur Eradze, род. 7 мая 1971, Тбилиси) — советский, грузинский и исландский гандболист, вратарь. Участник летних Олимпийских игр 2004 года.

## Биография
Роланд Эрадзе родился 7 мая 1971 года в Тбилиси.
Первоначально занимался футболом и волейболом. Начинал в гандболе полевым игроком, но впоследствии ещё в юношеские годы стал вратарём. Его первым тренером в тбилисской ДЮСШ был Джемал Церцвадзе.
После того как был признан лучшим вратарём Спартакиады школьников и Всесоюзных юношеских игр, получил вызов в юношескую сборную СССР.
Начал взрослую карьеру в ГПИ из Тбилиси, который вскоре вылетел из высшей лиги в первую. После распада СССР занимался коммерцией, возя грузинскую обувь в Россию и на Украину, но в 1993 году вернулся в гандбол. Играл в Иране, югославской «Войводине» из Нови-Сада, грузинском «Шевардени» из Тбилиси. Выступал за сборную Грузии.
Впоследствии перебрался в исландский «Валюр» из Рейкьявика. В первом же сезоне в чемпионате Исландии был признан лучшим игроком турнира, а ещё через год получил предложение выступать за сборную Исландии.
В 2004 году вошёл в состав сборной Исландии по гандболу на летних Олимпийских играх в Афинах, занявшей 9-е место. Играл на позиции вратаря, провёл 5 матчей.
Претендовал на участие в летних Олимпийских играх 2008 года в Пекине, где исландские гандболисты завоевали серебряные медали, но из-за хронической травмы руки отказался от подготовки к турниру и завершил игровую карьеру.
В 2010 году начал тренерскую карьеру. Работает в клубе «Хабнафьордюр» главным тренером женской команды и старшим тренером мужской.

## Семья
Жена Наталья — тренер по волейболу, работала с женской сборной Исландии, после чего стала заниматься с детскими командами.
Дочь Марьям Эрадзе выступает за женскую сборную Франции по гандболу.